# Museo dell'Aeronautica militare pachistana
Il museo dell'Aeronautica Militare pachistana di Faisal (in urdu پاک فضائیہ عجائب گھر‎?; in inglese Pakistan Air Force Museum) è il museo ufficiale dell'aeronautica militare pachistana, situato sul confine sud-occidentale della base PAF di Faisal, nei pressi del Karsaz Flyover lungo il boulevard Shahrah-e-Faisal a Karācī. Si tratta dell'unico museo dell'aviazione militare in Pakistan, con oltre 50 velivoli, radar e missili. Il museo attira migliaia di visitatori al giorno ed è una delle principali attrazioni turistiche di Karācī.

## Storia
Il museo risale all'epoca del dominio coloniale, quando gl'inglesi costruirono due hangar nella parte remota della base PAF di Drigh Road, poi abbandonati nel corso degli anni. Negli anni successivi, l'allora comandante della base aerea di Faisal, Abbas Khattak, suggerì l'idea d'istituire un museo per preservare la storia dell'aeronautica militare. Il museo fu quindi fondato nel 1990 sotto la supervisione del comandante dell'aeronautica in pensione Usman Ghani, che restaurò il vecchio hangar e riqualificò l'area abbandonata. Tra il 1999 e il 2004 il museo fu notevolmente ampliato; vennero integrate aree gioco per bambini, giostre e punti di ristoro.

## Mostre e collezioni
La maggior parte degli aerei, delle armi e dei radar sono esposti all'esterno, nel parco, ma il corpo principale del museo ospita comunque tutti i principali aerei da combattimento utilizzati dall'aeronautica militare pachistana. Le collezioni del museo includono l'aereo Vickers VC.1 Viking utilizzato da Mohammed Ali Jinnah, fondatore del Pakistan, e un Folland Gnat dell'Aeronautica Militare indiana, che atterrò nella città di Pasrur nel corso della guerra indo-pachistana del 1965 . Sono inoltre esposti modelli in scala di alcuni aerei della prima e della seconda guerra mondiale e di alcuni aerei più moderni, insieme con gallerie fotografiche che ritraggono quasi tutti gli squadroni dell'Aeronautica Militare pachistana.
Tra gli aerei in mostra al museo, figurano:
- Martin B-57 Canberra
- De Havilland Tiger Moth
- North American Harvard
- Lockheed F-104 Starfighter
- North American F-86 Sabre
- Dassault Mirage 5
- Shenyang F-6
- Lockheed T-33
- Mikoyan-Gurevich MiG-15
- Auster Autocar
- Antonov An-26
- Antonov An-12
- A-26 Invader
- U-9 Aero Commander
- Vickers Viking
- Folland Gnat
- Kaman HH-43 Huskie

Oltre ai velivoli provenienti dall'inventario della PAF, i visitatori possono ammirare il Folland Gnat sottratto all'Aeronautica Militare indiana, un MiG 21 dell'Afganistan e un Antonov An-12 dell'Aeronautica Militare irakena.
Una statua del comandante di squadriglia dell'Aeronautica Militare indiana Abhinandan Varthaman insieme alle parti della fusoliera e della coda del suo aereo Mig-21 sono esposte in una galleria denominata «Operation Swift Retort».

## Galleria d'immagini

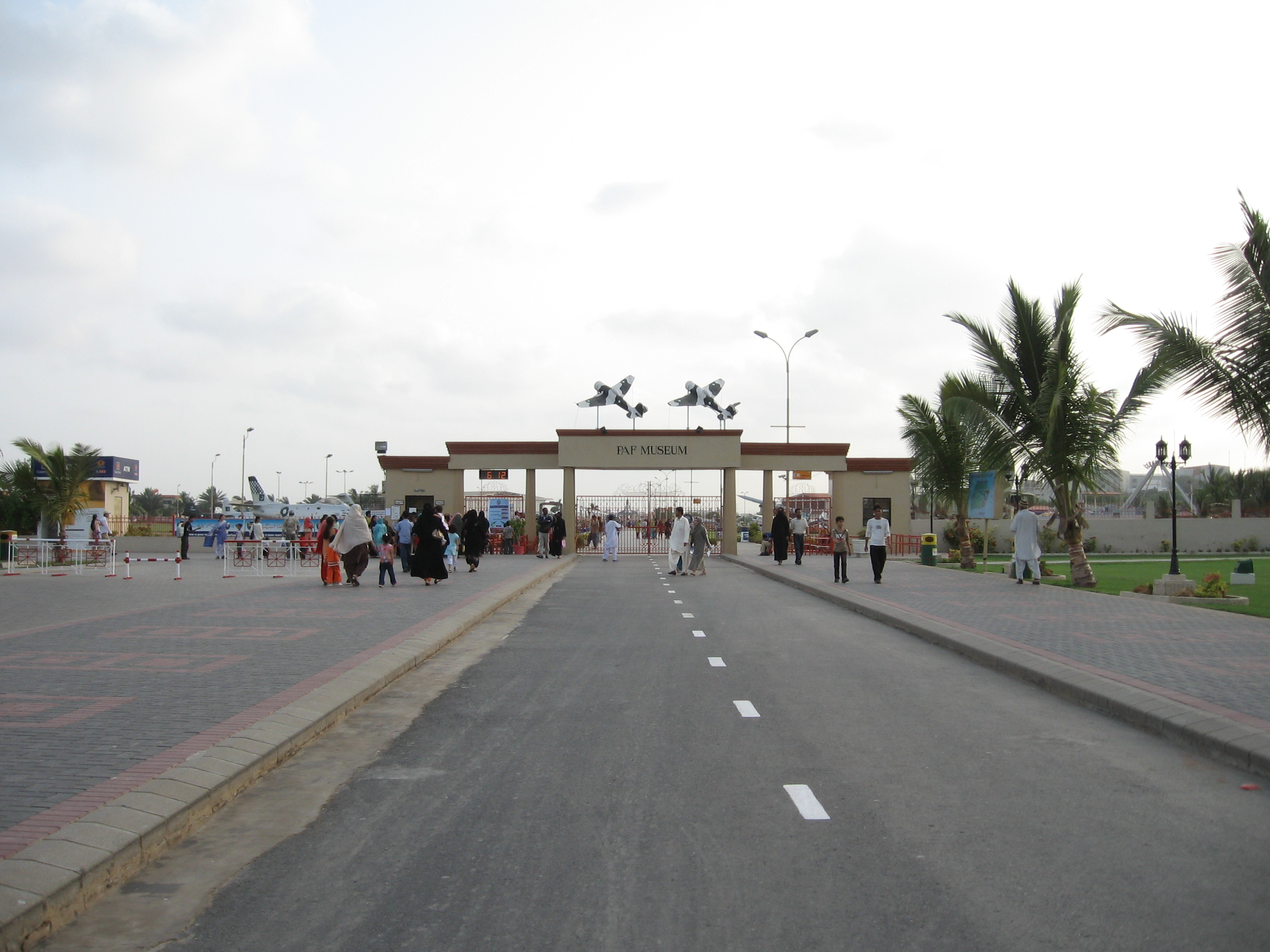
Cancello principale.
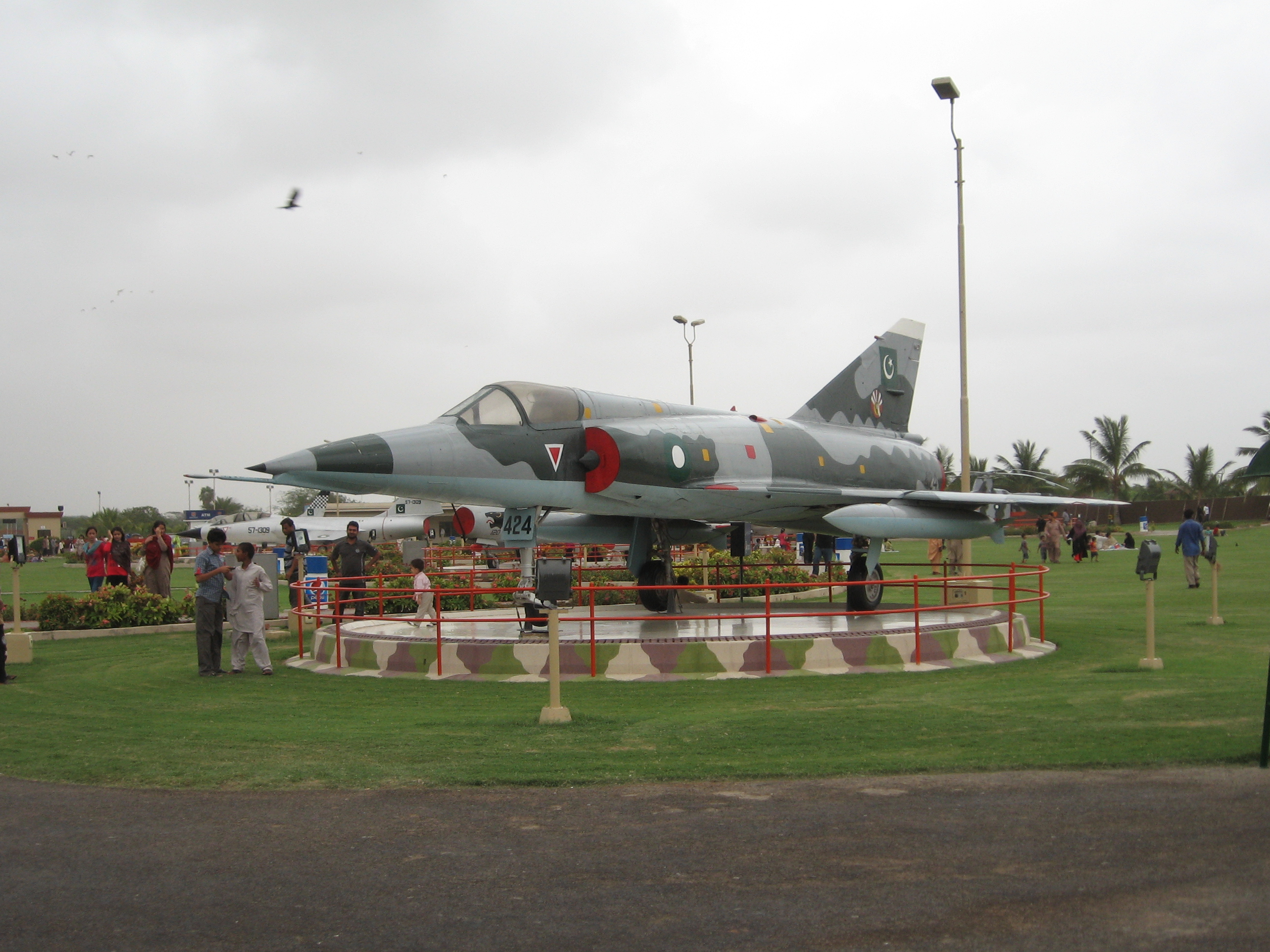
Aeromobile Mirage III.
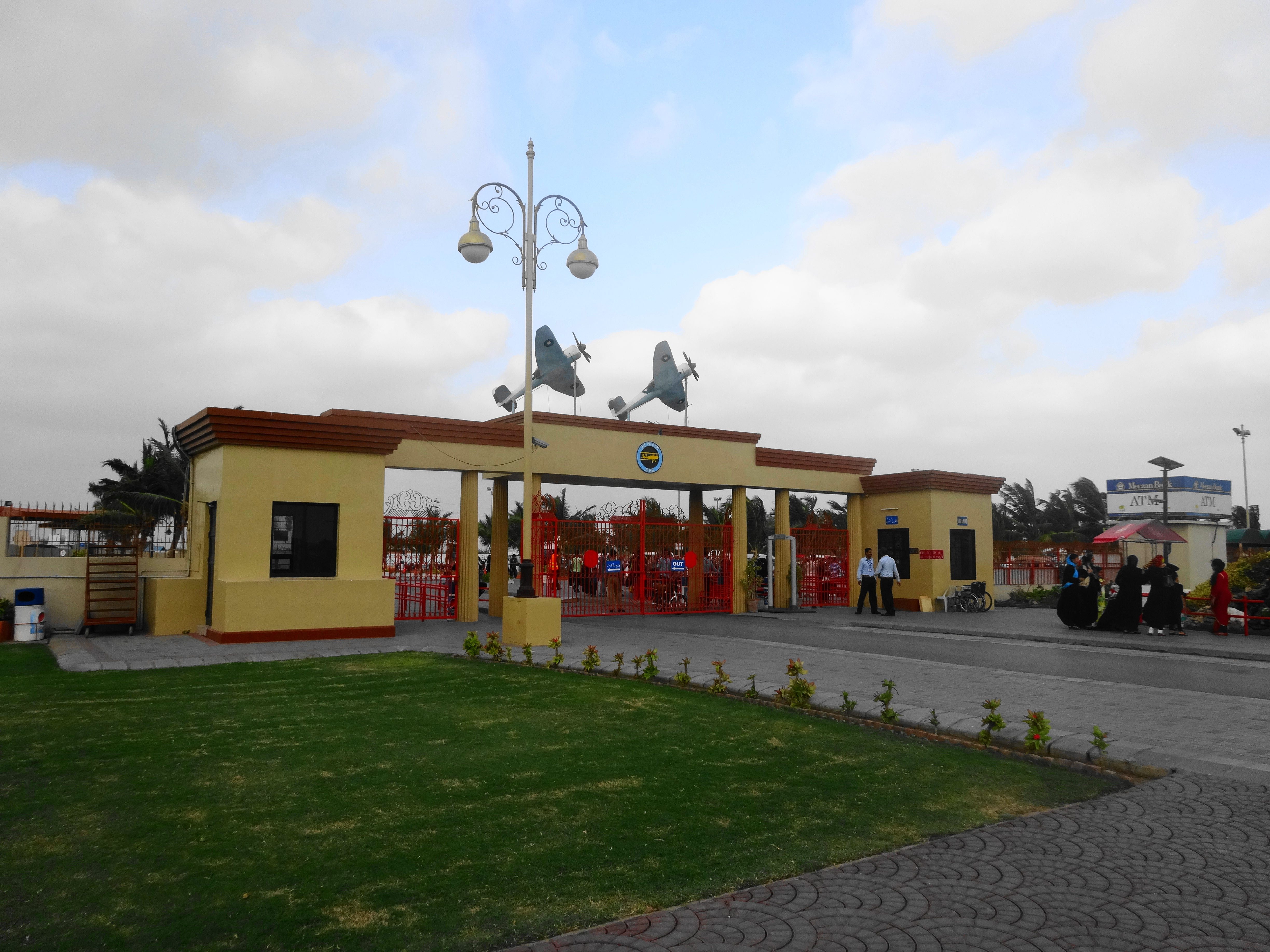
Ingresso del museo.
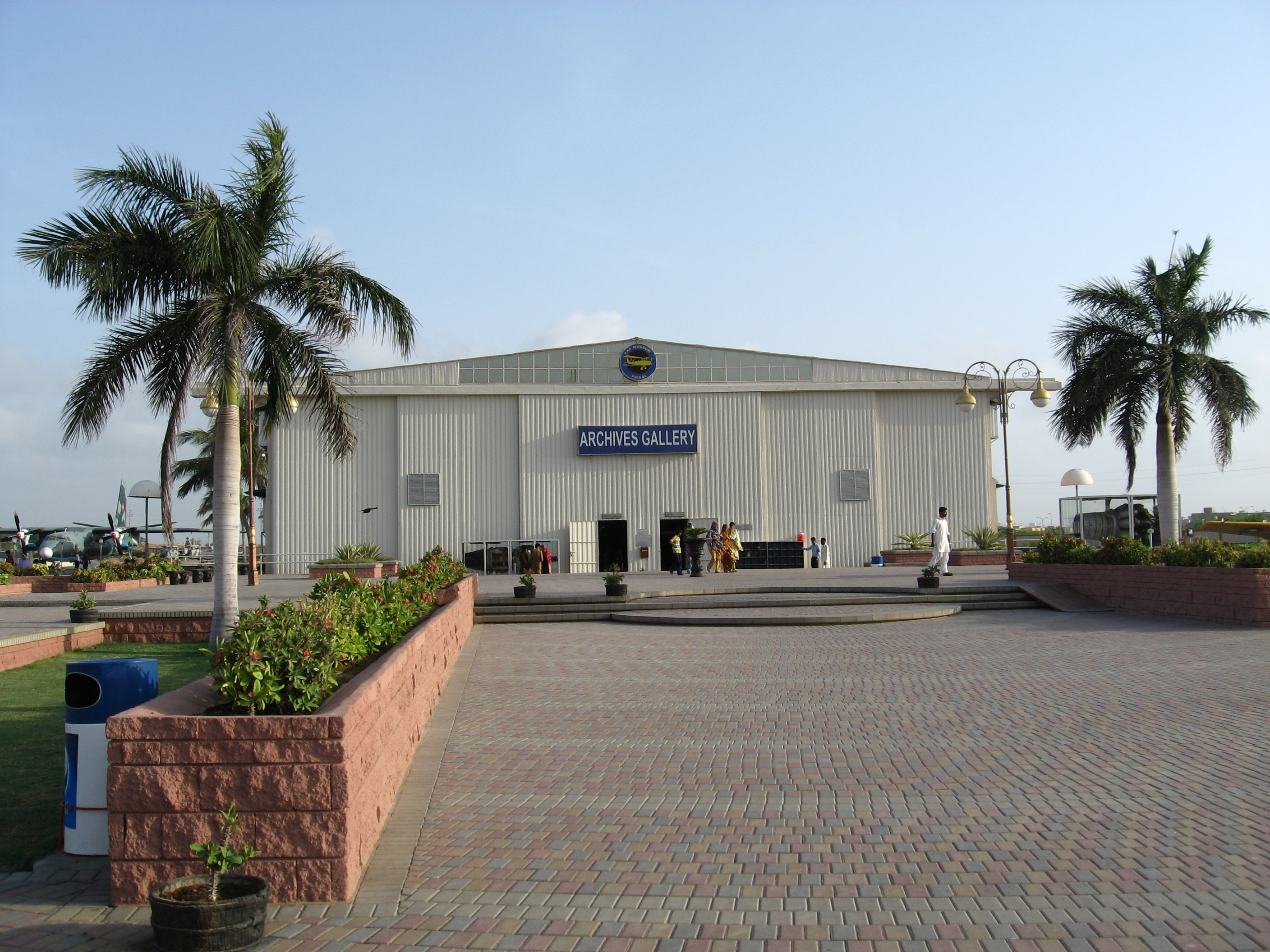
Galleria degli archivi.
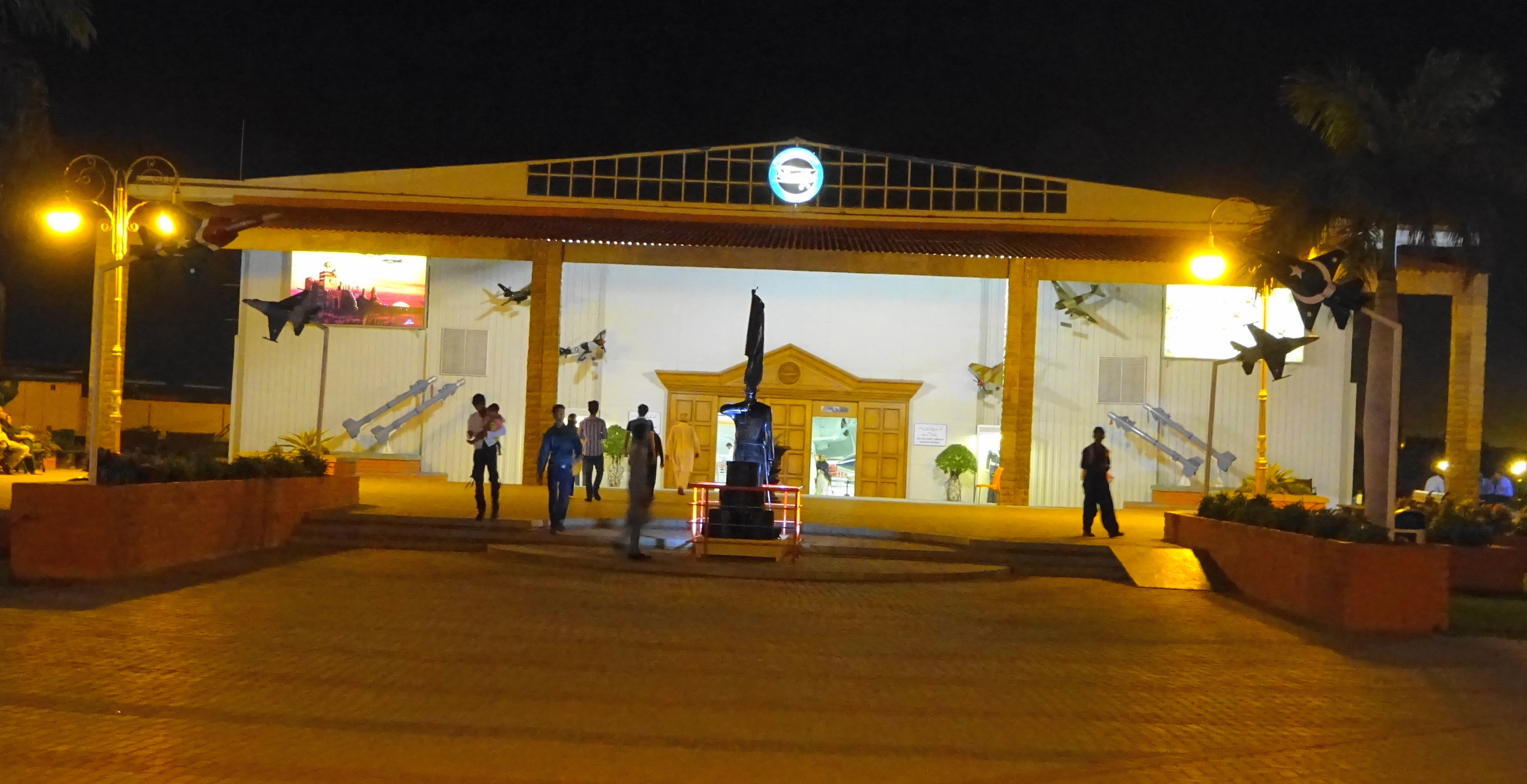
Sala museale di notte.
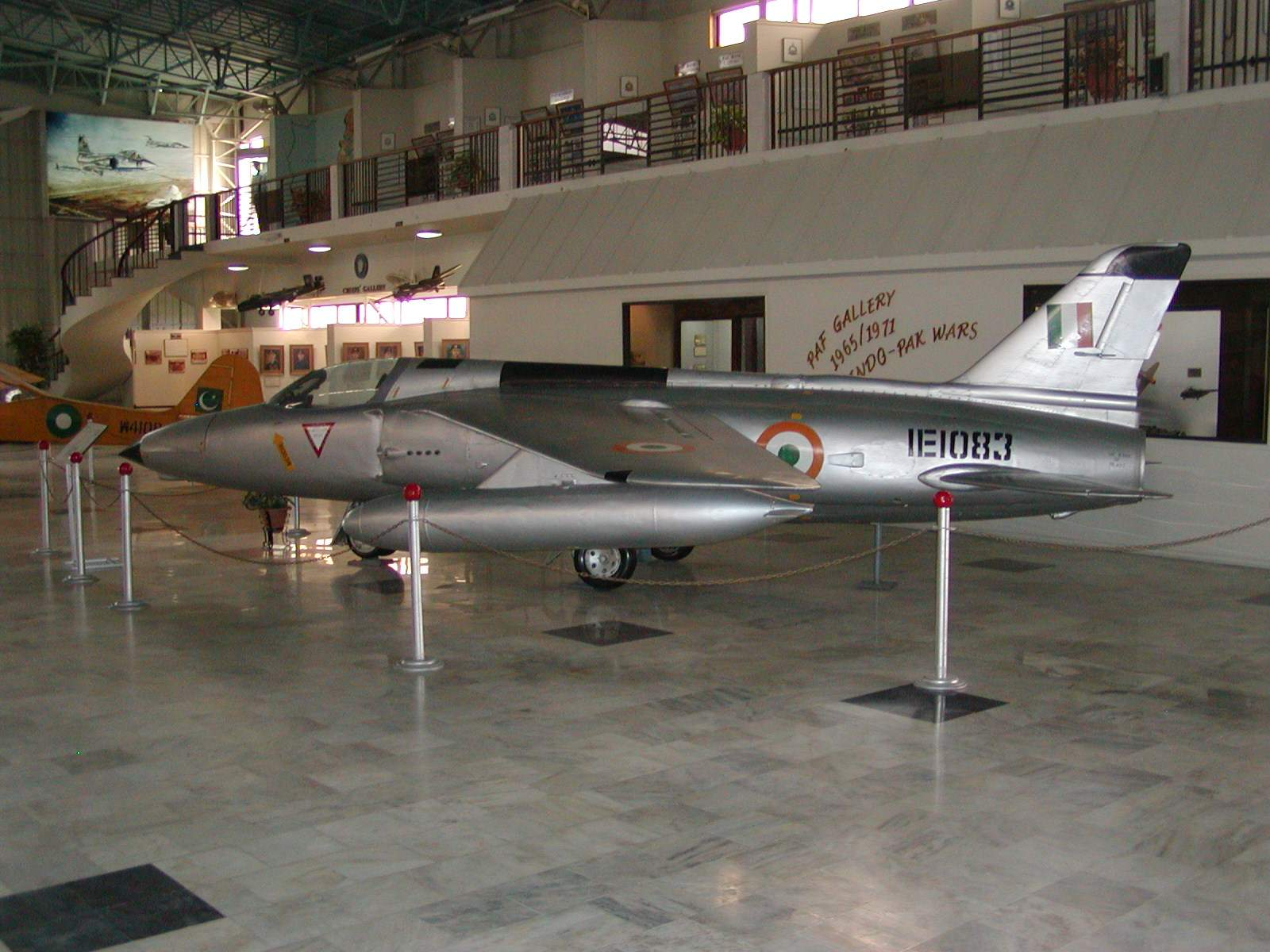
Folland Gnat indiano catturato nella guerra del 1965.
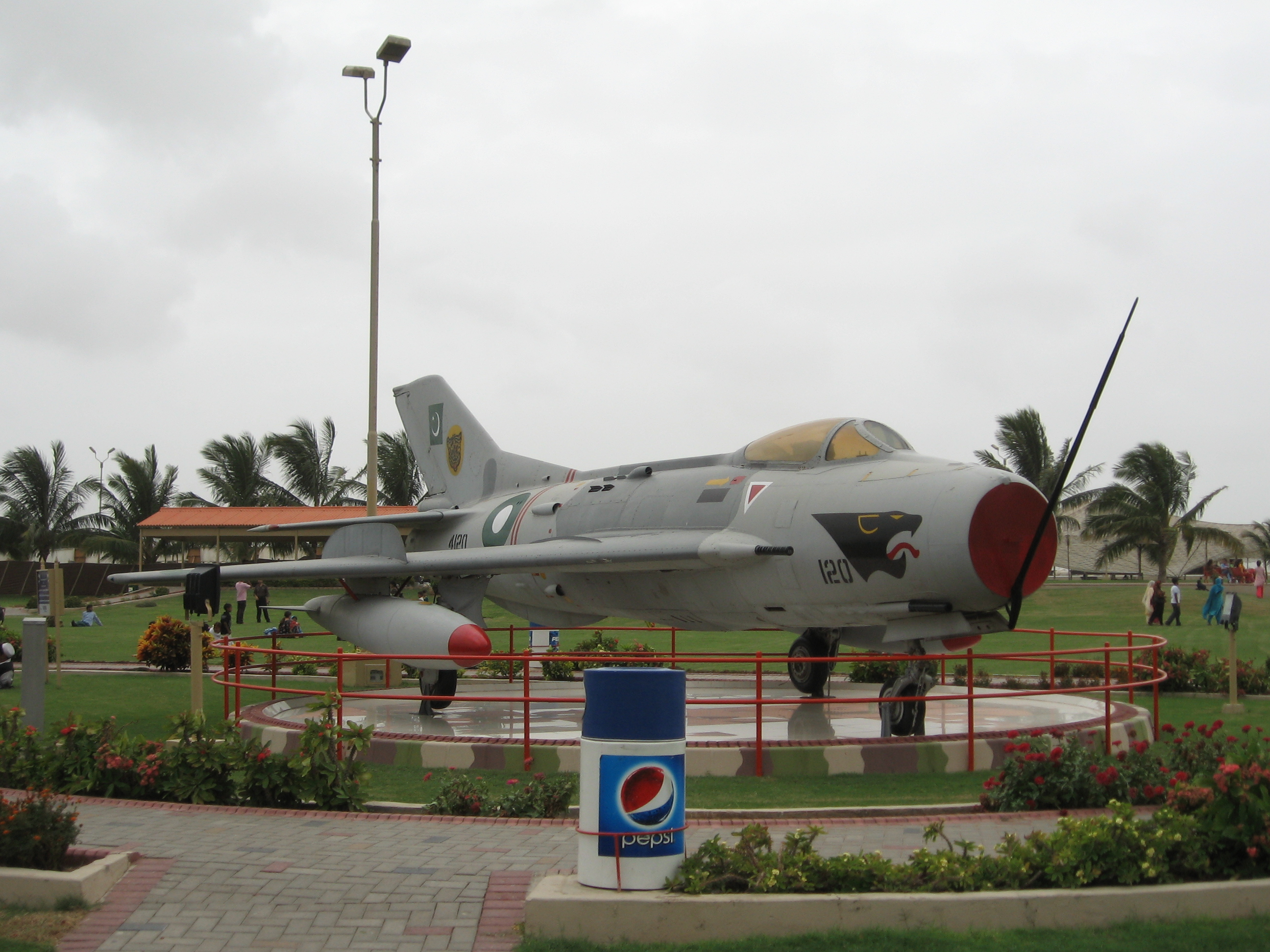
Aeromobile Shenyang F-6.
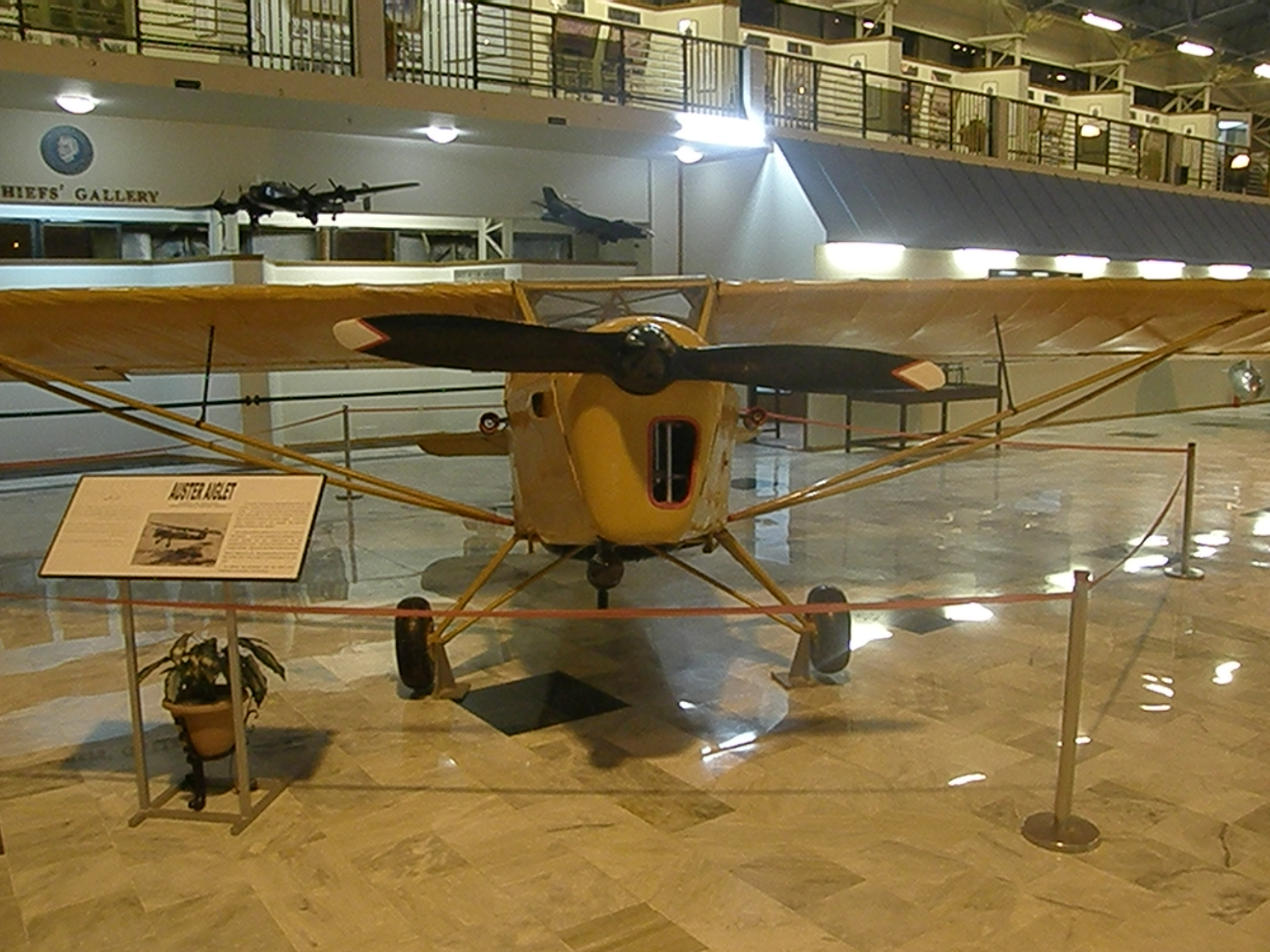
Auster Aiglet ritirato dalla PAF.
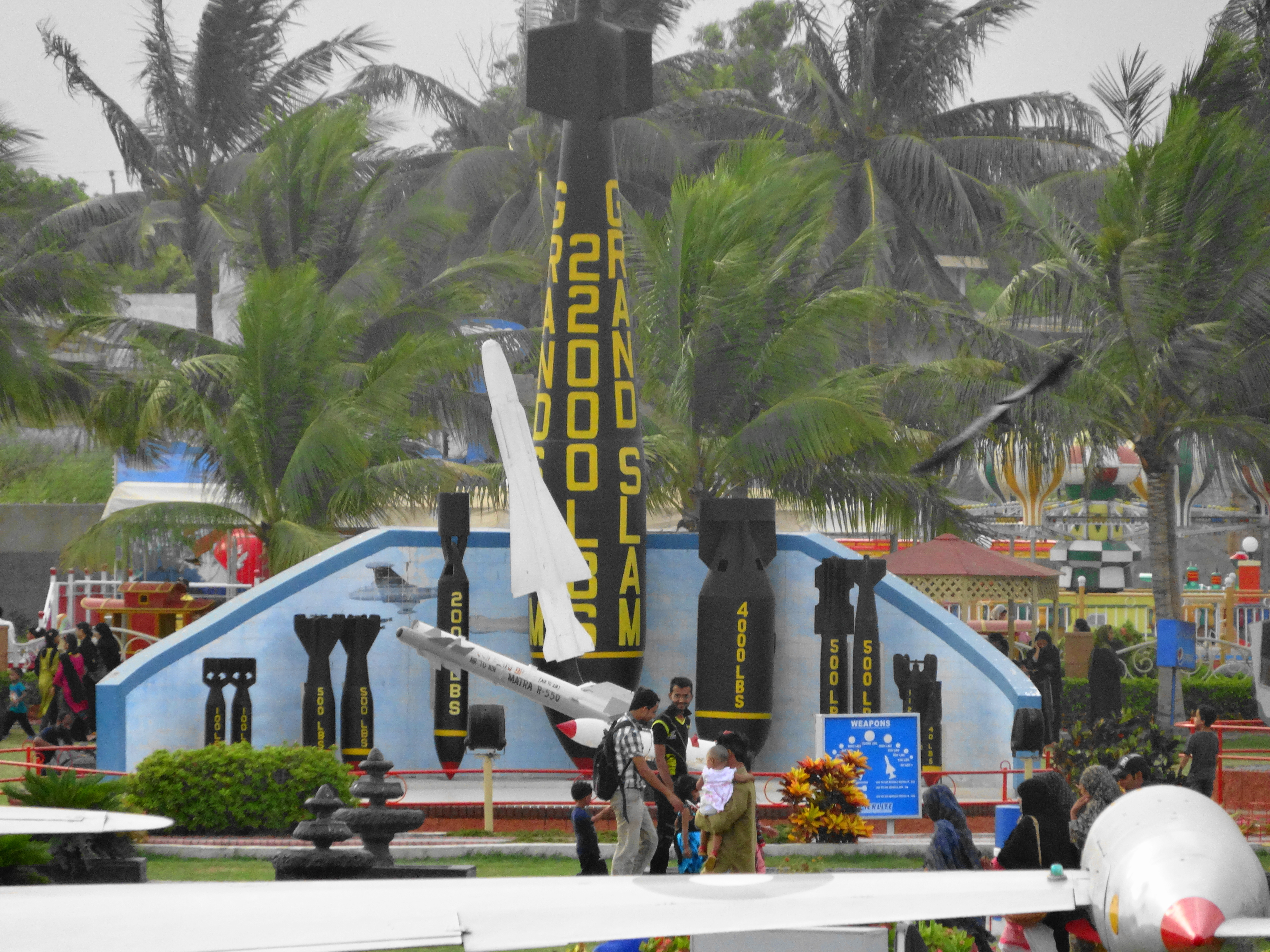
Bombe.
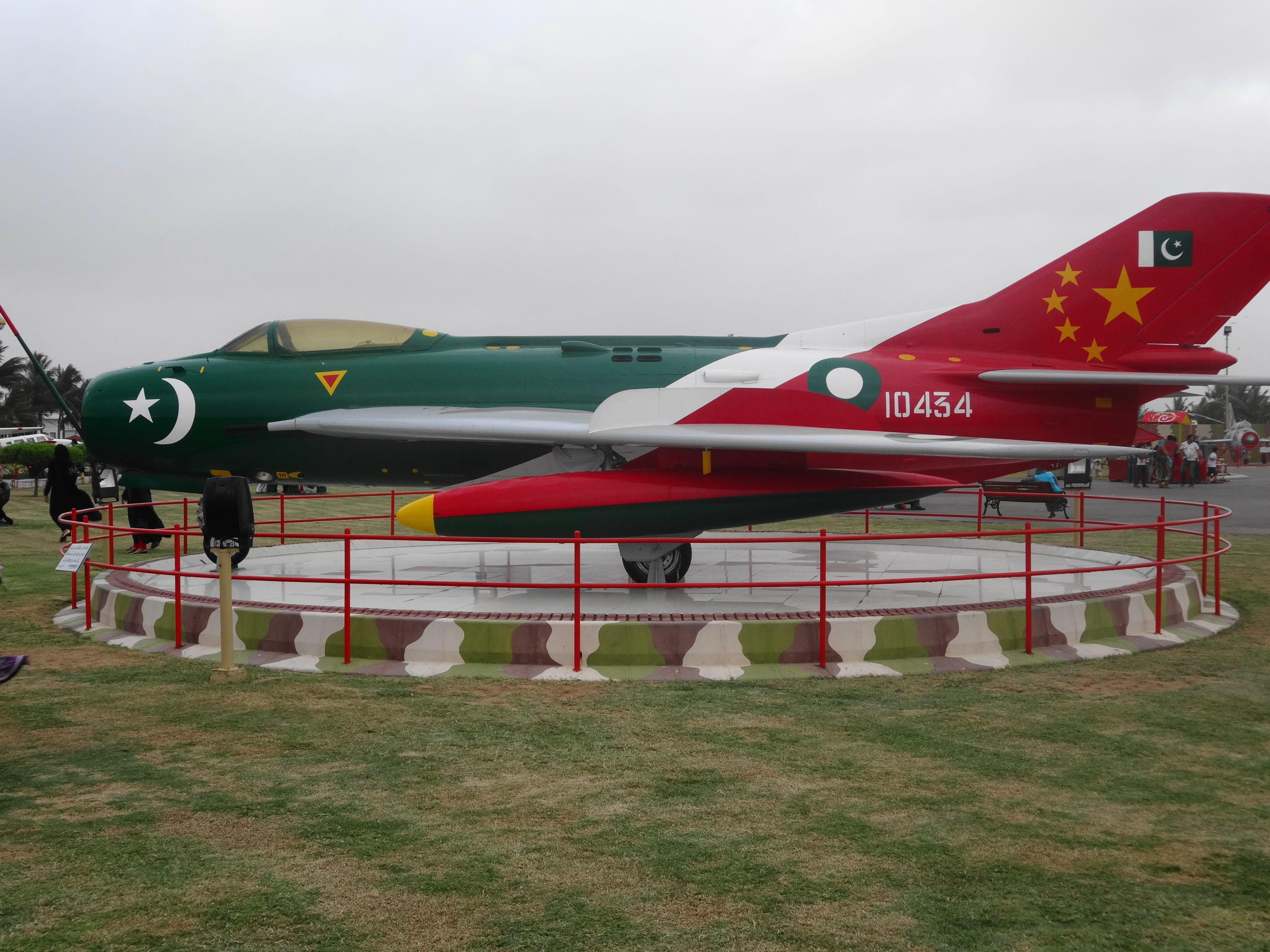
Aereo da caccia.
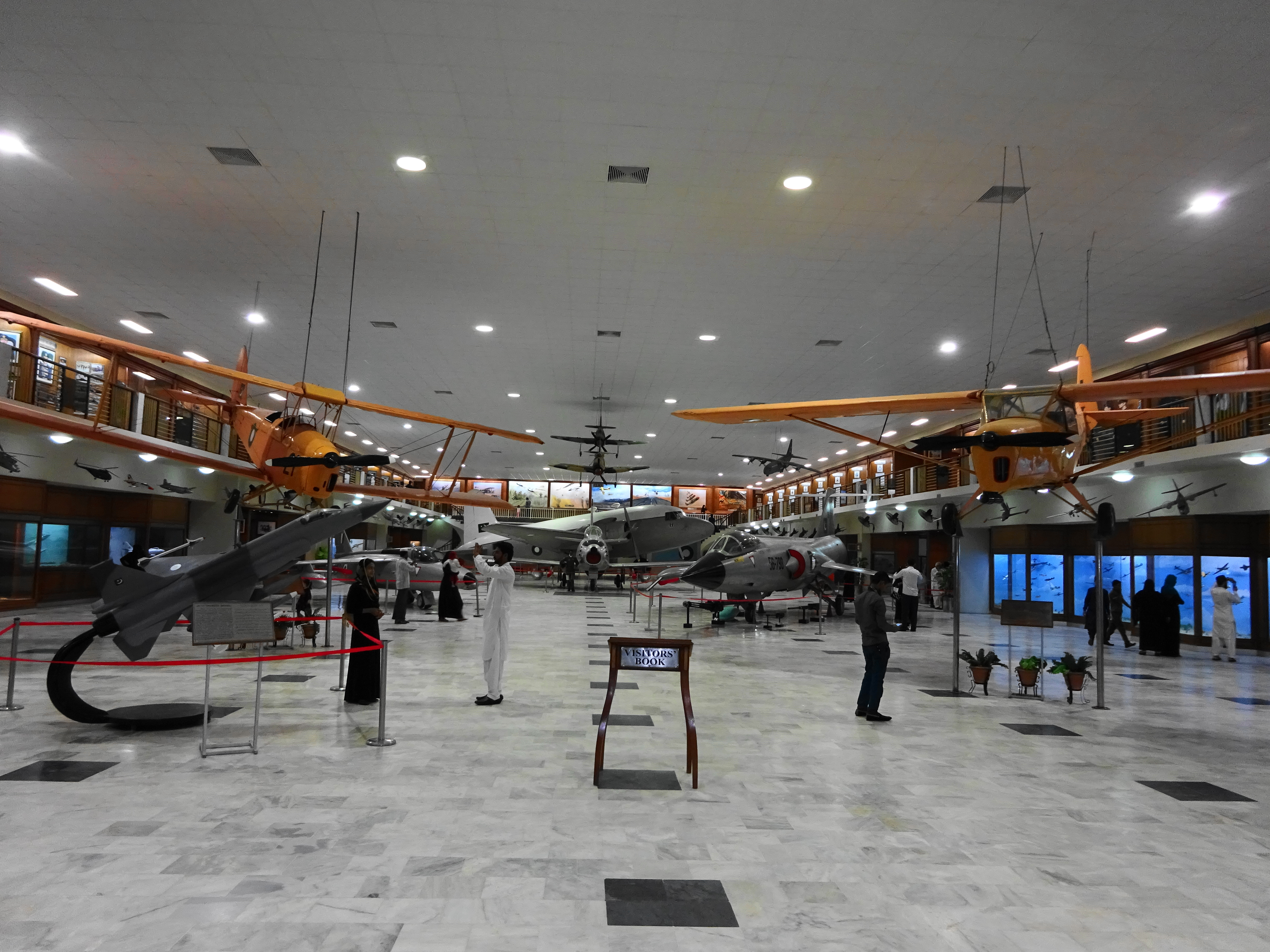
Vista interna.
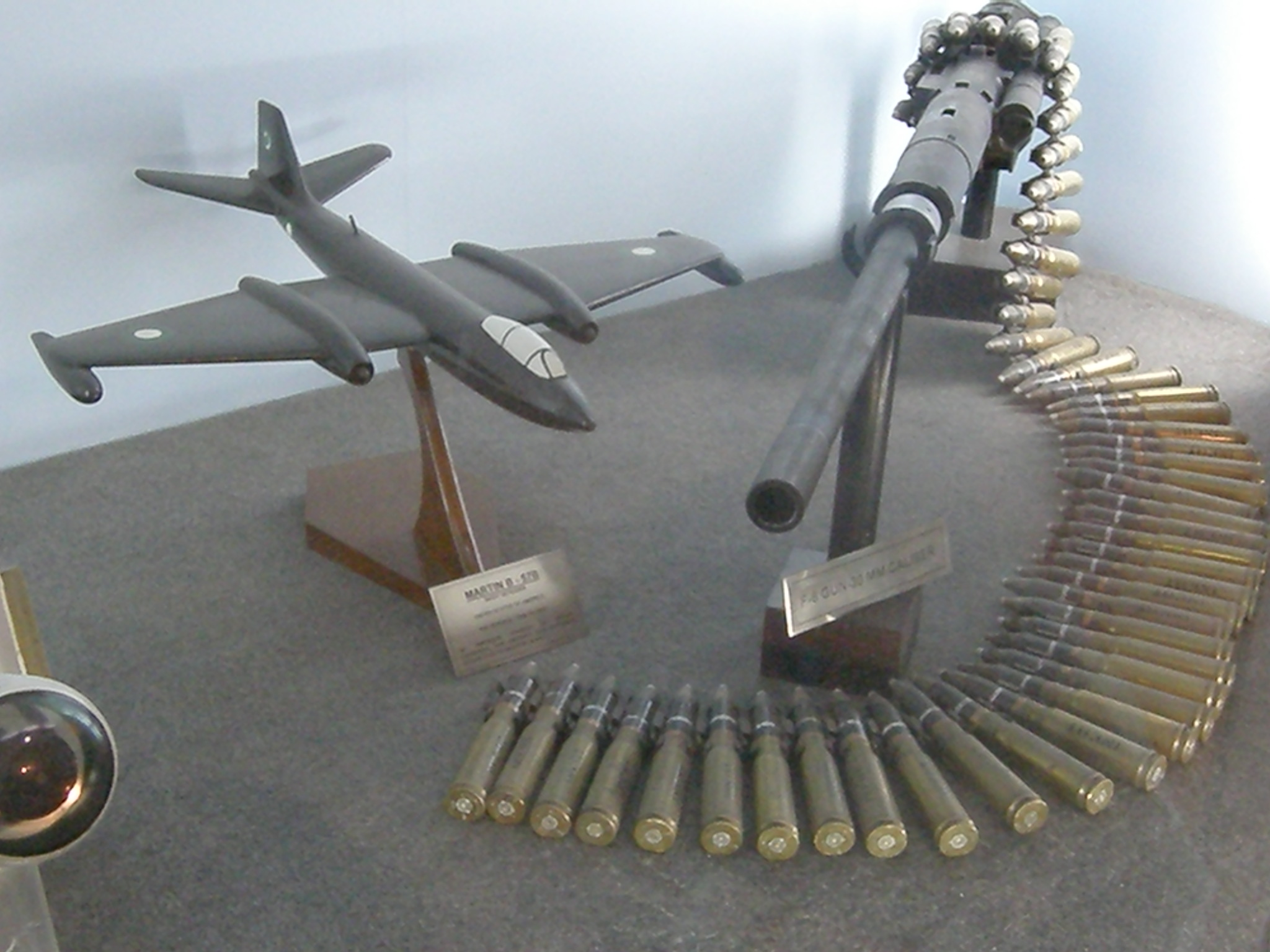
Un modello del bombardiere Martin B-57 e il cannone da 30 mm installato sullo Shenyang F-6.